# 伊丹公子
伊丹 公子（いたみ きみこ、1925年4月22日 - 2014年12月15日）は、日本の俳人・詩人。本名・岩田 きみ子。俳人の伊丹三樹彦は夫、同じく俳人の伊丹啓子は長女。

## 略歴
高知県出身。兵庫県立伊丹高等女学校（現・兵庫県立伊丹高等学校）卒業。1946年、三樹彦に師事。同年、三樹彦編集・発行の同人誌「まるめろ」創刊。1949年、日野草城主宰の俳誌「青玄」が創刊され、「まるめろ」は合流。2005年の「青玄」解散後は、2006年に啓子が創刊した「青群」に参加。1972年、現代俳句協会賞受賞。また、詩を村野四郎に師事。2014年12月15日、心不全のため死去。

## 著書
- 『メキシコ貝 句集』琅玕洞 青玄双書 1965 のち牧羊社
- 『通過儀礼 伊丹公子詩集』求龍堂 1970
- 『陶器天使 句集』牧羊社 精鋭句集シリーズ 1975
- 『空間彩色 伊丹公子詩集』冬樹社 1976
- 『沿海 伊丹公子句集』沖積舎 1977
- 『時間紀行 伊丹公子句集』牧羊社 1979
- 『ドリアンの棘』現代俳句女流シリーズ 牧羊社 1982
- 『ガルーダ 現代俳句の一〇〇冊』現代俳句協会 1983
- 『赤道都市 THE EQUATORIAL CITIES 伊丹公子詩集（英訳付き）』 Nagiko Iwata Lee, Susan Kuyper 訳 冬樹社 1983
- 『パースの秋 句集』牧羊社 1985
- 『伊丹公子集 自解100句選』牧羊社 1987
- 『異国の街にて 伊丹公子紀行文集』冬樹社 1989
- 『天球水球 伊丹公子詩集』冬樹社 1991
- 『機内楽 句集』牧羊社 1992
- 『現代俳句文庫 伊丹公子句集』ふらんす堂 1993
- 『アーギライト 伊丹公子カナダ句集』春陽堂書店 1994
- 『地球の絵葉書 伊丹公子紀行文集2』春陽堂書店 1995
- 『山珊瑚 伊丹公子句集』春陽堂書店 1996
- 『カンボジアの壁 伊丹公子詩集』春陽堂書店 1997
- 『伊丹公子 花神現代俳句』花神社 1999
- 『運河と水仙 伊丹公子句集』春陽堂書店 1999
- 『伊丹公子紀行文集3 地図と文鎮』春陽堂書店 2000
- 『詩人の家 伊丹公子エッセイ集』沖積舎 2001
- 『イコン絵師 伊丹公子句集』沖積舎 2002
- 『伊丹公子自筆百句選』沖積舎 2003
- 『黒い聖母 Ebony-colored Virgin Mary 伊丹公子詩集（英訳付き）』Nagiko Lee, Catherine Yamamoto 訳 沖積舎 2004
- 『伊丹公子紀行文集4 海山の手帖』沖積舎 2005
- 『私の手紙 伊丹公子第13句集』沖積舎 2007
- 『博物の朝 伊丹公子句集』角川書店 2010
- 『港都譚 伊丹公子エッセイ集』沖積舎 2011
- 『伊丹公子全句集』沖積舎 2012
- 『伊丹公子全詩集』沖積舎 2014

## 作詞
- 「ああ尼崎市民家族〜尼崎市制70周年記念市民の歌」（作曲：キダ・タロー）
- 「尼崎市立常陽中学校校歌」（作曲：西尾真寿美）

## 参考
- 伊丹公子「俳句のふるさと伊丹」『関西現代俳句協会』。
- 『現代俳句大事典』 三省堂